# Ford City
Ford City es un área no incorporada en el condado de Colbert, Alabama, Estados Unidos. Ford City está ubicada en el cruce de las autopistas 40 y 48 del condado, 8,4 millas (13,5 km) este-noreste de Muscle Shoals.